# Les Innocents (Archibald)
Pour les articles homonymes, voir Les Innocents.
Les Innocents (en anglais : The Innocents) est une pièce écrite par William Archibald dont la première a lieu à New York au Playhouse Theatre le 1er février 1950 avec Beatrice Straight, Isobel Elsom, Iris Mann et David Cole. La pièce est jouée lors de 141 représentations, jusqu'au 3 juin 1950.

## Productions ultérieures
La pièce est jouée Off-Broadway en 1958.
Une production ultérieure est jouée au Morosco Theatre du 21 octobre 1976 au 30 octobre 1976, avec 12 représentations.

## Inspiration
La pièce est inspirée de la nouvelle fantastique Le Tour d'écrou (The Turn of the Screw) de l'écrivain américano-britannique Henry James, parue pour la première fois en 1898.